# برج الببر
برج الببر هو أحد الأبراج الصينية، وينافس برج الأسد في الأبراج الغربية. تقول الأسطورة الصينية بأن الأسد كان سابقًا ملكًا للحيوانات والببر كان حيوانا صغيرا جدا، لكن الإله عندما أراد اختيار الحيوانات الإثني عشر لتكون دائرة البروج، رأى أن الأسد قاس وأناني جدا ويفتقر إلى التعاطف، ولا يحس بأي شيء إلا إذا كان يمسه ذاتيا، فأراد الإله اختيار حيوان بديل فاستدعى الببر الذي كان صغيرا جدا وطوره ليجمع بين الشراسة واللين.
|                                                                                        | الأبراج الصينية (生肖)        |
| برج الفأر (鼠 شُو) – برج الثور الصيني (牛 نيو) – برج الببر (虎 هُو) – برج الأرنب (兔 تُو) |                               |
| برج التنين (龍 لونغ) – برج الثعبان (蛇 شهْ) برج الحصان (馬 مَا) – برج العنزة (羊 يانغ)   |                               |
| برج القرد (猴 هُوو) – برج الديك (鷄 جِي) – برج الكلب (狗 غُو) – برج الخنزير (猪 زُو)       |                               |
|                                                                                        | أبراج صينية \| التقويم الصيني |